# Aeropuerto Oro Negro
El Aeropuerto Oro Negro (IATA: CBS, OACI: SVON) se encuentra ubicado en el Sector La Plata de la ciudad de Cabimas en el estado Zulia. Fue abierto al tráfico aéreo el 27 de noviembre de 1962 para satisfacer la demanda de vuelos que existía para el momento en la ciudad. Es el aeropuerto constituido más pequeño del estado Zulia con un área de construcción de 600 metros cuadrados y una plataforma de 15.000 metros cuadrados[cita requerida]. Cuenta con el resguardo de la Policía Aeroportuaria y la Guardia Nacional, es controlado por el Aeropuerto Internacional de La Chinita.

Actualmente, en él, opera una sola aerolina comercial (Conviasa) y es utilizado a su vez para vuelos privados y ciertas operaciones militares; el aeropuerto reinició operaciones el 11 de diciembre de 2012 con la ruta Caracas-Cabimas, reactivada por Conviasa. El aeropuerto estuvo durante mucho tiempo estuvo cerrado debido a un accidente aéreo del avión Convair 580 de la línea aérea Avensa en la cual fallecieron dos personas el 27 de mayo de 1985, así como las rutas Cumana-Cabimas y Maturín-Cabimas.

## Ficha Técnica
- Área de construcción: 600 Metros cuadrados.
- Área de Plataforma: 15.000 Metros cuadrados.
- Resistencia de la pista: 25 Toneladas (aprox.)

## Aerolíneas y destinos
- Conviasa
  - Caracas, Distrito Capital (Venezuela) / Aeropuerto Internacional de Maiquetía Simón Bolívar (Suspendido)

## Incidentes
- El 10 de diciembre de 2013, una avioneta privada de procedencia del Aeropuerto Gral. Bgda. Oswaldo Guevara Mujica de Acarigua aterrizó de emergencia en el aeropuerto zuliano, la rueda delantera se trabó lo que originó que la "nariz" de avión colisionara con la pista, no se reportaron lesionados.

## Aerolíneas que operaron anteriormente
- Avensa
- Avior Airlines
- Oriental de Aviación